# Laugna
Laugna település Németországban, azon belül Bajorországban. Lakosainak száma 1588 fő (2023. december 31.).

## Népesség
A település népessége az elmúlt években az alábbi módon változott:
| Lakosok száma | 508  | 766  | 509  | 1313 | 1538 | 1570 | 1572 | 1584 | 1610 | 1588 |
|               | 1875 | 1950 | 1975 | 1987 | 2012 | 2014 | 2016 | 2017 | 2021 | 2023 |